# Uni-ball
Uni-ball (ユニボール, Yunibōru) et Uni sont des marques de stylos et de crayons fabriqués par l'entreprise japonaise Mitsubishi Pencil Company Limited (三菱鉛筆株式会社, Mitsubishi Enpitsu Kabushiki Gaisha). La marque a été introduite en 1979 en tant qu'un modèle de stylo roller, avant de devenir une marque de papeterie variée. 
Contrairement à ce que le nom laisse penser, l'entreprise n'est pas affiliée au géant de la manufacture automobile et de l'électronique Mitsubishi.

## Histoire

Logo de Mitsubishi, auparavant utilisée par sa division de fabrication de stylos.

Uni-ball est fondée à Tokyo par Masaki Niroku sous le nom de la Masaki Pencil Manufacturing Company en 1887. Il a décidé de créer son entreprise après avoir vu des crayons à l'Exposition universelle de 1878 à Paris. Après la Seconde Guerre mondiale, l'entreprise est renommée en la Mitsubishi Pencil Company Limited. Les exportations de l'entreprise commencent en 1927, avec le Mexique, avant de s'étendre à d'autres marchés comme la Belgique, l'Égypte ou l'Argentine. Leur gamme de crayons 9800 est introduite après la Seconde Guerre mondiale, et leur premier stylo à bille est lancé en 1959. Leur premier portemine est quant à lui introduit en 1961.
Mitsubishi fabriquent leurs premiers stylos performance en 1966, avec la marque Uni-ball introduite en 1979. Le nom vient du mot unique et du mot pour stylo à bille en anglais (ballpoint pen). Les stylos Uni-ball étaient les premiers à la pointe métallique avec une encre faite à partir d'eau. Uni-ball connait un grand succès au Japon et en Amérique du Nord. L'année suivante, ils lancent leur stylo-feutre Paint. L'entreprise développe en 2008 un nouveau type de portemine, le Kuru Toga, qui était capable de s'aiguiser automatiquement pendant que son utilisateur écrivait, avec un mouvement de rotation. Son nom, un mot-valise, est dérivé des mots Kuru, une onomatopée imitant le tournage et Togaru, signifiant aiguisé/tranchant (とがる). Selon une étude de 2006 de GfK, 60 % des meilleurs modèles de stylos à bille étaient fabriqués par Uni-ball. En août 2020, Uni-ball signe un partenariat avec l'entreprise de distribution Starline, cette dernière devenant le distributeur exclusif de produits promotionnels d'Uni-ball en janvier 2021,. 

## Produits

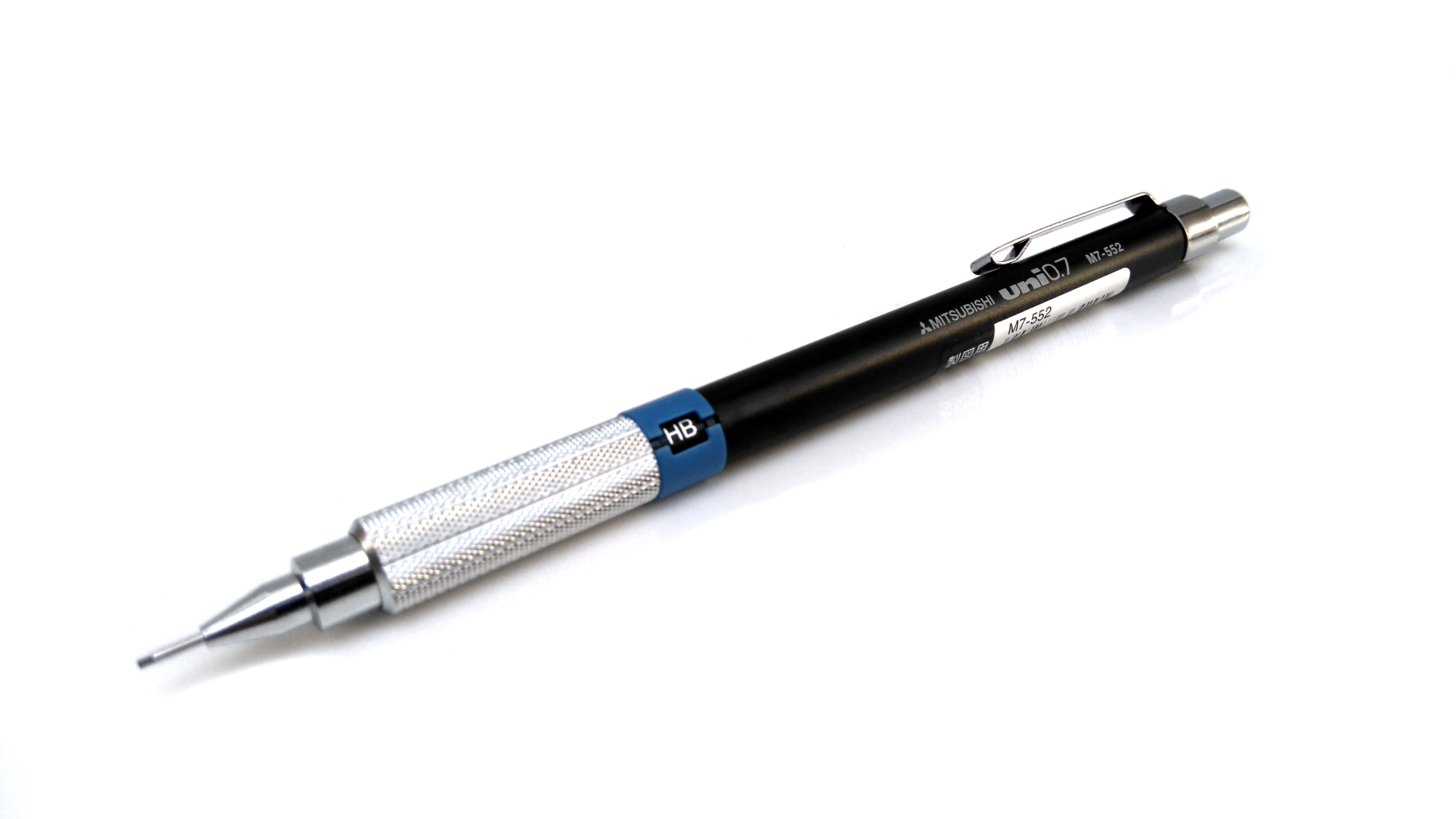
Portemine Uni M7-552.

Alors que l'entreprise a commencé par fabriquer exclusivement des crayons graphite, elle s'est plutôt orientée vers la fabrication de portemines au fil des ans. Leurs marques incluent Jetstream, stylos-billes à encre variable, Air, EYE (vendu sous le nom de Vision aux États-Unis), Signo (Stylo gel (en)), Onyx, Kuru Toga, Paint, Posca, Chalk et Prockey, Pin. 
Leurs marques de crayons incluent Hi-Uni, Uni et Mitsu-Bishi. Ils ont aussi d'autres marques principalement destinées au marché japonais comme Power Tank, R:E, Laknock, Clifter, Style Fit, Shift, M-552 et Propus. Outre la vente de stylos, de crayons et de portemines, Uni-ball offre aussi des surligneurs, des cartouches de recharge et des rubans correcteurs (en).
Outre Starline, leurs revendeurs incluent Hoshan Pan Gulf au Moyen-Orient et en Inde par Linc Pen.
Depuis février 2024 le fabricant allemand des stylos plumes LAMY fait partie du portefeuille de Mitsubishi Pencil.